# 8 Days of Christmas (piosenka)
8 Days of Christmas – pierwszy singiel w stylistyce kolędowej amerykańskiego tria Destiny’s Child. Utwór promował świąteczną płytę 8 Days of Christmas. Piosenkę napisali E. McCalla Jr. i Beyoncé Knowles.

## Teledysk
Teledysk do piosenki „8 Days of Christmas” wyreżyserował Sanaa Hamri, został on wydany zimą 2001 roku. Dziewczyny z Destiny’s Child ubrane są jak św. Mikołaj i każda z nich znajduje się w sklepie z zabawkami. Do sklepu przychodzi wiele dzieci i grupa rozdaje im prezenty.

## Lista utworów
1. "8 Days of Christmas” (Album Version) 3:29
2. "8 Days of Christmas” (Instrumental) 3:29
3. "8 Days of Christmas” (A Cappella) 3:19
4. Holiday Greeting „Merry Christmas” 0:09
5. Holiday Greeting „Happy Holidays” 0:08
6. Holiday Greeting „Seasons Greetings” 0:08
7. Holiday Greeting „Happy Kwanzaa” 0:06
8. Holiday Greeting „Happy New Year” 0:12

## Formaty i remiksy
"8 Days of Christmas” (A Cappella)
"8 Days of Christmas” (Album Version)
"8 Days of Christmas” (Instrumental)
"8 Days of Christmas” (Radio Edit)
"8 Days of Christmas” (Remix)
"8 Days of Christmas” (Remix Edit)
"8 Days of Christmas” (Remix Instrumental)
"8 Days of Christmas” (Single Remix Tracks Version)